# Sainte-Austreberthe, Seine-Maritime
Sainte-Austreberthe  là một xã thuộc tỉnh Seine-Maritime trong vùng Normandie miền bắc nước Pháp.

### Huy hiệu
| Arms of Sainte-Austreberthe | The arms of Sainte-Austreberthe are blazoned: Or, St. Austreberthe argent vested proper, holding a crozier sable in her left hand, a wolf ??? overlying her feet, and on a chief vert a fess wavy argent. |

## Dân số
| Năm | 1962 | 1968 | 1975 | 1982 | 1990 | 1999 | 2006 |
| --- | ---- | ---- | ---- | ---- | ---- | ---- | ---- |
| Dân số | 342  | 416  | 545  | 453  | 521  | 583  | 595  |
| From the year 1962 on: No double counting—residents of multiple communes (e.g. students and military personnel) are counted only once. |      |      |      |      |      |      |      |